# Basílio (século IX)
Basílio (em grego medieval: Βασίλειος; romaniz.: Basíleios) foi um nobre bizantino do século IX. Viveu na Capadócia na primeira metade do século e veio de família rica e distinta; Loparov disse que veio da família Megas. Casou-se com Eudócia e era pai de Eudócimo e talvez Constantino. Talvez foi patrício e forólogo (cobrador de impostos). Em 842, ele e Eudócia construíram em Constantinopla no bairro de Hexaciônio uma igreja à Teótoco para abrigar o cadáver de Eudócimo.